# Валя-Кузьминська сільська рада
Ва́ля-Кузьминська́ сільська́ ра́да — адміністративно-територіальна одиниця та орган місцевого самоврядування у Глибоцькому районі Чернівецької області. Адміністративний центр — село Валя Кузьмина.

## Загальні відомості
- Населення ради: 1 864 особи (станом на 2001 рік)

## Населені пункти
Сільській раді були підпорядковані населені пункти:
- с. Валя Кузьмина

## Склад ради
Рада складалася з 16 депутатів та голови.
- Голова ради: Гронік Наталія Олексіївна
- Секретар ради: Присяжнюк Ніна Йосипівна

### Керівний склад попередніх скликань
| Прізвище, ім'я, по батькові | Основні відомості                                                 | Дата обрання | Дата звільнення |
| --------------------------- | ----------------------------------------------------------------- | ------------ | --------------- |
| Гронік Наталія Олексіївна   | Сільський голова, 1963 року народження, освіта вища               | 26.03.2006   | 31.10.2010      |
| Гронік Наталія Олексіївна   | Сільський голова, 1963 року народження, освіта вища, позапартійна | 31.10.2010   |                 |

Примітка: таблиця складена за даними сайту Верховної Ради України

### Депутати
За результатами місцевих виборів 2010 року депутатами ради стали:

#### За суб'єктами висування
| Суб'єкт висування | Кількість обраних депутатів | %   |
| ----------------- | --------------------------- | --- |
| Самовисування     | 16                          | 100 |

#### За округами
| № округу | Прізвище, ім'я, по батькові   | Дата визнання обраним | Освіта             | Партійна приналежність | Відомості про обраного депутата                       |
| -------- | ----------------------------- | --------------------- | ------------------ | ---------------------- | ----------------------------------------------------- |
| 1        | Присажнюк Ніна Йосипівна      | 04.11.2010            | середня спеціальна | позапартійна           | Валя-Кузьминська сільська рада, секретар              |
| 2        | Гучик Оксана Анатоліївна      | 10.01.2011            | вища               | позапартійна           | приватний підприємець                                 |
| 3        | Габор Дмитро Георгійович      | 04.11.2010            | середня            | позапартійний          | тимчасово не працює                                   |
| 4        | Тихон Тетяна Ігорівна         | 04.11.2010            | вища               | позапартійна           | Валя-Кузьминська загальноосвітня школа, вчитель       |
| 5        | Штирбу Рома Іванович          | 04.11.2010            | середня            | позапартійний          | тимчасово не працює                                   |
| 6        | Деліцой Василь Флорович       | 04.11.2010            | середня спеціальна | позапартійний          | ВАТ «Електронмаш», охоронець                          |
| 7        | Луцу Олена Костянтинівна      | 04.11.2010            | середня            | позапартійна           | Магазин-бар «У Дмитра», приватний підприємець         |
| 8        | Горда Віоріка Іванівна        | 04.11.2010            | середня            | позапартійна           | Глибоцький територіальний центр, соціальний працівник |
| 9        | Гронік Володимир Сергійович   | 04.11.2010            | вища               | позапартійний          | тимчасово не працює                                   |
| 10       | Бабіяк Георгій Степанович     | 04.11.2010            | середня            | позапартійний          | тимчасово не працює                                   |
| 11       | Онуфрійчук Іван Танасійович   | 04.11.2010            | середня спеціальна | позапартійний          | Сільський клуб, завідувач                             |
| 12       | Онофрійчук Сергій Миколайович | 10.01.2011            | вища               | позапартійний          | тимчасово не працює                                   |
| 13       | Стасишина Оліяна Петрівна     | 04.11.2010            | вища               | позапартійна           | дошкільний навчальний заклад «Веселка», завідувачка   |
| 14       | Присяжнюк Анатолій Вікторович | 04.11.2010            | середня            | позапартійний          | Валя-Кузьминське лісництво, старший майстер           |
| 15       | Гушул Іван Касіянович         | 04.11.2010            | середня            | позапартійний          | ТОВ «Браво-Захід», комірник                           |
| 16       | Тудан Андрій Андріянович      | 04.11.2010            | середня спеціальна | позапартійний          | приватний підприємець                                 |